# Henri Richard
Joseph Henri Richard (* 29. Februar 1936 in Montreal, Québec; † 6. März 2020 in Laval, Québec) war ein kanadischer Eishockeyspieler, der im Verlauf seiner aktiven Karriere zwischen 1951 und 1975 unter anderem 1.436 Spiele für die Canadiens de Montréal in der National Hockey League (NHL) auf der Position des Centers bestritten hat. Richard, dessen älterer Bruder Maurice ebenfalls den größten Spielern der NHL-Geschichte zuzuordnen ist, ist mit elf Stanley-Cup-Siegen zwischen 1956 und 1973 der erfolgreichste Spieler der NHL-Geschichte in dieser Kategorie. Zwischen 1971 und 1975 war er der 15. Mannschaftskapitän in der Franchise-Geschichte der Habs.

## Karriere

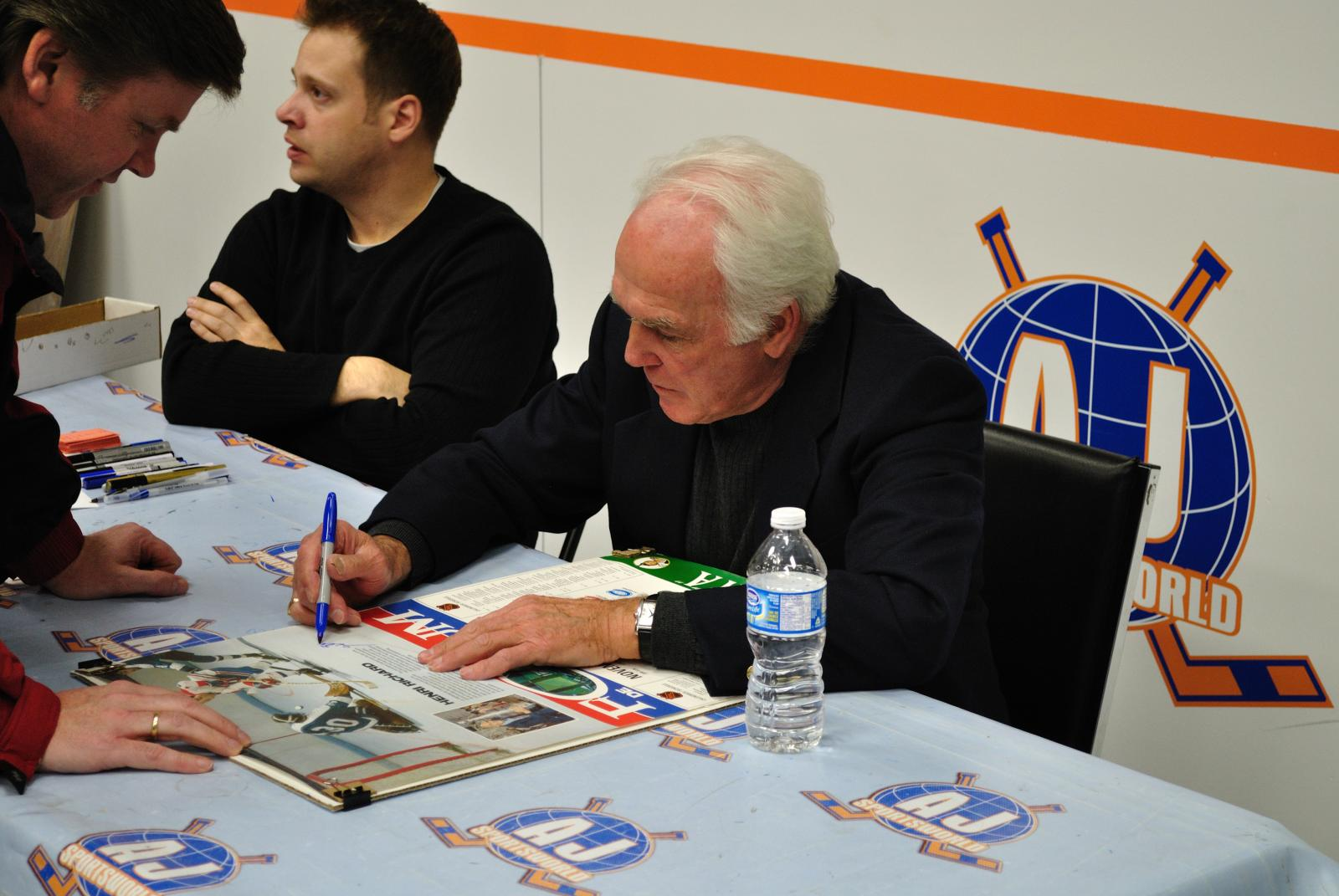
Richard bei einer Autogrammstunde im Jahr 2011

Nach einer guten Juniorenkarriere bei den Nationals de Montréal und Canadien junior de Montréal kam der jüngere Bruder von Maurice „The Rocket“ Richard zur Saison 1955/56 auch zu den Canadiens de Montréal in die National Hockey League (NHL). In Anlehnung an seinen Bruder bekam er schnell den Spitznamen „Pocket Rocket“.
Das Team war zu dieser Zeit in der NHL dominierend und gewann fünf Mal in Folge den Stanley Cup. In der Saison 1957/58 führte er mit 52 Vorlagen die NHL an. Er war in den meisten Jahren unter den besten zehn Scorern den NHL zu finden. In der zweiten Hälfte der 1960er-Jahre gewann er wieder vier Mal mit den Canadiens den Cup. Auf dem Weg zum Stanley Cup 1966 erzielte er im letzten Spiel gegen die Detroit Red Wings nach 2:20 Minuten der Verlängerung das entscheidende Tor.
Ab 1971 war er Mannschaftskapitän seines Klubs. Er spielte zu dieser Zeit in einer Reihe mit Claude Larose und Réjean Houle. In seiner Karriere gewann er elf Mal den Stanley Cup, so oft wie kein anderer Spieler in der Geschichte des Sports.
Er trug stets die Rückennummer 16, die seit 1975 von den Habs gesperrt und nicht mehr vergeben wird. 1979 wurde er in die Hockey Hall of Fame aufgenommen. Richard verstarb im März 2020 wenige Tage nach seinem 84. Geburtstag in Laval in seiner Heimatprovinz Québec.

## Erfolge und Auszeichnungen
- 1956 Teilnahme am NHL All-Star Game
- 1956 Stanley-Cup-Gewinn mit den Canadiens de Montréal
- 1957 Teilnahme am NHL All-Star Game
- 1957 Stanley-Cup-Gewinn mit den Canadiens de Montréal
- 1958 Teilnahme am NHL All-Star Game
- 1958 Stanley-Cup-Gewinn mit den Canadiens de Montréal
- 1958 NHL First All-Star Team
- 1959 Teilnahme am NHL All-Star Game
- 1959 Stanley-Cup-Gewinn mit den Canadiens de Montréal
- 1959 NHL Second All-Star Team
- 1960 Teilnahme am NHL All-Star Game
- 1960 Stanley-Cup-Gewinn mit den Canadiens de Montréal
- 1961 Teilnahme am NHL All-Star Game
- 1961 NHL Second All-Star Team
- 1963 Teilnahme am NHL All-Star Game
- 1963 NHL Second All-Star Team
- 1965 Teilnahme am NHL All-Star Game
- 1965 Stanley-Cup-Gewinn mit den Canadiens de Montréal
- 1966 Stanley-Cup-Gewinn mit den Canadiens de Montréal
- 1967 Teilnahme am NHL All-Star Game
- 1967 Most Valuable Player des NHL All-Star Game
- 1968 Stanley-Cup-Gewinn mit den Canadiens de Montréal
- 1969 Stanley-Cup-Gewinn mit den Canadiens de Montréal
- 1971 Stanley-Cup-Gewinn mit den Canadiens de Montréal
- 1973 Stanley-Cup-Gewinn mit den Canadiens de Montréal
- 1974 Teilnahme am NHL All-Star Game
- 1974 Bill Masterton Memorial Trophy
- 1975 Sperrung der Trikotnummer 16 durch die Canadiens de Montréal
- 1979 Aufnahme in die Hockey Hall of Fame

## NHL-Rekorde
- Meiste Stanley-Cup-Siege als Spieler (11)

## Karrierestatistik

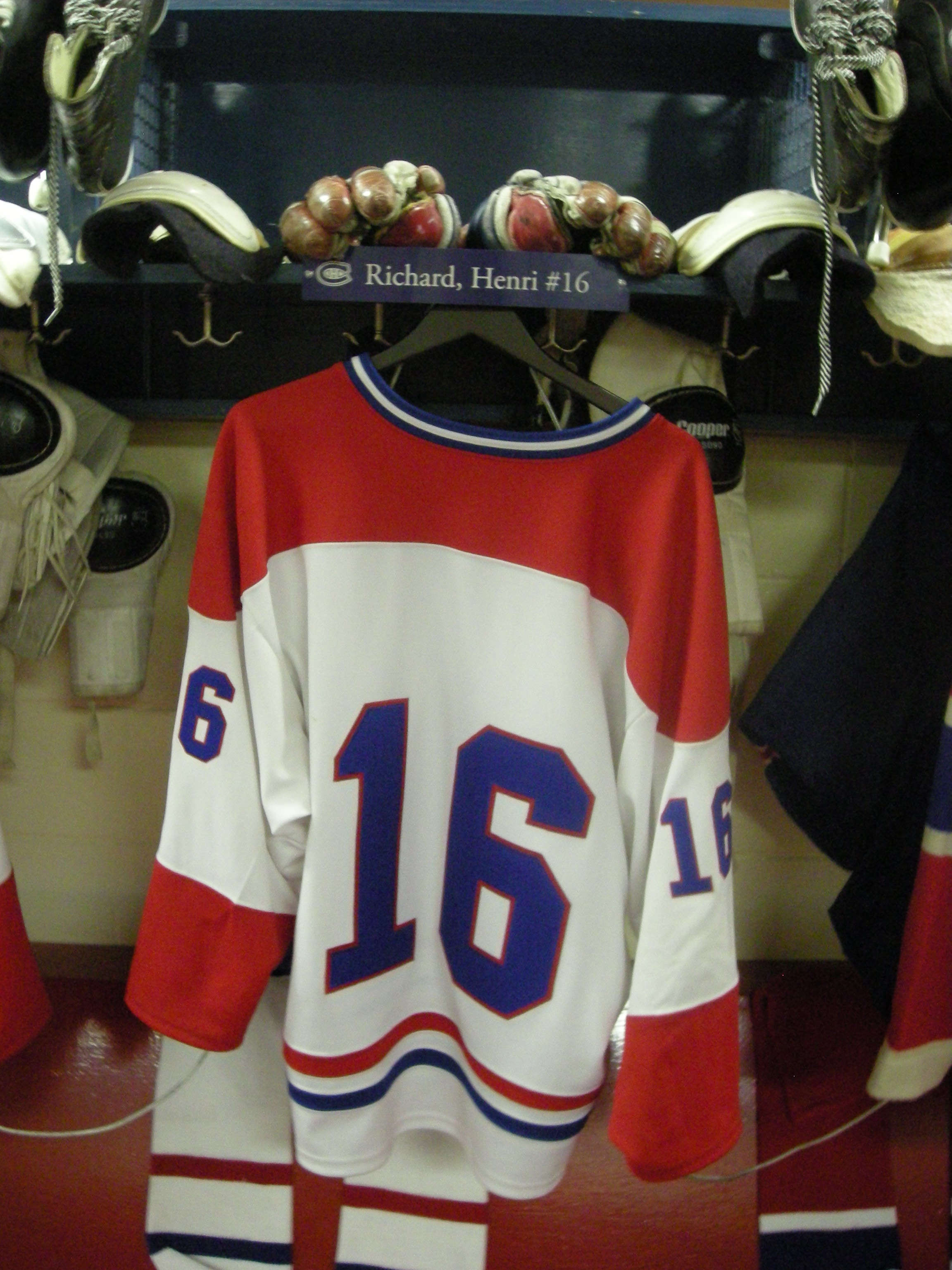
Richards Trikot in der Ausstellung der Hockey Hall of Fame in Toronto

(Legende zur Spielerstatistik: Sp oder GP = absolvierte Spiele; T oder G = erzielte Tore; V oder A = erzielte Assists; Pkt oder Pts = erzielte Scorerpunkte; SM oder PIM = erhaltene Strafminuten; +/− = Plus/Minus-Bilanz; PP = erzielte Überzahltore; SH = erzielte Unterzahltore; GW = erzielte Siegtore; 1 Play-downs/Relegation; Kursiv: Statistik nicht vollständig)